# محلول فهلنغ

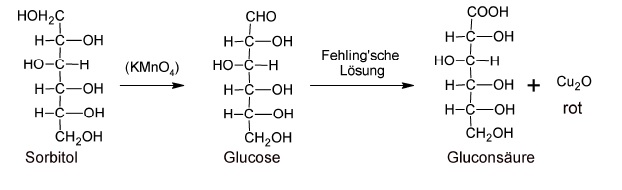
الصيغة الكيميائية لتفاعل فهلنغ

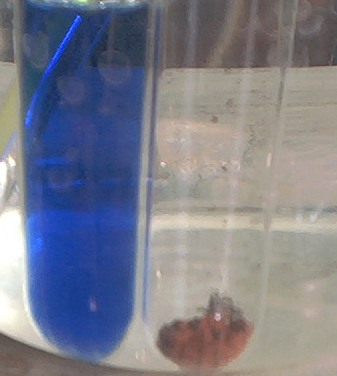

محلول فهلنغ مركب عضوي قاعدي ذو لون أزرق يتكون أساساً من أيون النحاس الثنائي وأيون الطرطرات الذي يعطي الاستقرار لأيون النحاس الثاني في محلول قاعدي.  وهو عبارة عن كاشف كيميائي يستخدم للتمييز بين مجموعات الكربوهيدرات القابلة للذوبان في الماء ومجموعات الكيتون الوظيفية وبين السكريات المختزلة والسكريات غير المختزلة،  وهو مكمل لاختبار كاشف تولنس. تم تطوير الاختبار بواسطة الكيميائي الألماني هيرمان فون فيلينج عام 1849.

## التحضير في المعمل
محلول فهلنج عبارة عن محلولين منفصلين:
- فهلنج A ، وهو محلول مائي أزرق غامق من كبريتات النحاس (II). [8]
- فهلنج B، وهو محلول عديم اللون من طرطرات صوديوم والبوتاسيوم المائي (المعروف أيضًا باسم ملح روشيل) الذي يكون قلوي قوي مع هيدروكسيد البوتاسيوم.[9]
- يبقي كل محلول منفصلاً عن الآخر ويتم الجمع بينهما عند الحاجة للاختبار، وذلك لأن معقد النحاس (II) المتكون من تفاعلهما غير مستقر.
- الكاشف النشط هو مركب ثنائي (طرطرات) النحاس الثنائي والذي يعمل كعامل مؤكسد. وتعمل الطرطرات كألكوكسيل ثنائي الترابط.

## استخدامات الكاشف
يمكن استخدام محلول فهلينج في التمييز بين مجموعات الألدهيد والكيتون الوظيفية، حيث يُضاف المركب المراد اختباره إلى محلول فهلنج ويسخن الخليط فتتأكسد الألدهيدات أي تعطي نتيجة إيجابية لكن الكيتونات لا تتفاعل إلا إذا كانت كيتونات ألفا هيدروكسي. يؤكسد مركب ثنائي طرطرات النحاس الثنائي الألدهيد إلى أنيون كربوكسيل، وفي هذه العملية يتم أختزال أيونات النحاس (II) للمركب إلى أيونات النحاس (I) ثم يترسب أكسيد النحاس الأحمر (I) خارج خليط التفاعل مما يشير إلى نتيجة إيجابية أي حدوث الأكسدة والاختزال.
يمكن استخدام اختبار فيلينج كاختبار عام للسكريات الأحادية والسكريات المختزلة الأخرى (مثل المالتوز)، سيعطي نتيجة إيجابية للسكريات الأحادية بسبب مجموعة الألدهيد المؤكسدة، أيضًا للسكريات الأحادية الكيتوز حيث يتم تحويلها إلى ألدوزيات بواسطة القاعدة الموجودة في الكاشف ثم تعطي نتيجة إيجابية.
يمكن استخدام فهلنج لفحص الجلوكوز في البول وبالتالي الكشف عن مرض السكر.
التفاعل الكُلي بين الألدهيد وأيون النحاس الثنائي في محلول فهلنج يمكن كتابته كالتالي:
RCHO + 2 Cu(C4H4O6)22− + 5 OH− → RCOO− + Cu2O + 4 C4H4O62− + 3 H2O

## طريقة استخدام محلول فهلنج في المعمل
نحضر محاليل الاختبار: جلوكوز 5%، سكروز 5٪، فركتوز 5٪، لاكتوز 5٪، نشاء5%.
كاشف فهلينج: المحلول أ: CuSO4.5H2O، المحلول ب: طرطرات البوتاسيوم الصوديوم.
حمام مائي، الماصات، أنابيب اختبار جافة.

### إجراء اختبار فيلينج
خذ 1 مل من العينة في أنبوب اختبار جاف، خذ 1 مل من الماء المقطر في أنبوب آخر للتحكم قم أضف 1 مل من كاشف فهلنج A وB لجميع الأنابيب. نضع الأنابيب في حمام الماء المغلي.ابحث عن ظهور الراسب الأحمر.

## التفاعل الكيميائي
يمكن كتابة التفاعل النهئاي بين الألدهيد وأيونات النحاس (II) في محلول فهلنج على النحو التالي:
{\displaystyle {\ce {RCHO + 2 Cu^2+ + 5 OH- -> RCOO- + Cu2O + 3 H2O}}}
أو مع المعايرة المدرجة:
{\displaystyle {\ce {RCHO + 2 Cu(C4H4O6)2^2- + 5 OH- -> RCOO- + Cu2O + 4 C4H4O6^2- + 3 H2O}}}

### الملاحظة
وجود راسب بني محمر كما في حالة الجلوكوز والفركتوز واللاكتوز (اختبار فهلنج الإيجابي).
عدم وجود راسب بني محمر كما في السكروز والنشا (الاختبار السلبي لفهلنج).